# Tarantasia
La Tarantasia (in francese: Tarentaise, in francoprovenzale Tarentèsa) è la valle francese percorsa dal fiume Isère dalla sorgente fino ad Albertville, oltre che alle valli trasversali percorse dagli affluenti del fiume. Storicamente fu un'antica provincia e sede episcopale della Savoia.

## Geografia
La valle principale è glaciale, a fondo piatto, bordata dai massicci del Beaufortin e del Monte Bianco a nord, e dalla Vanoise e dalla Lauzière a sud. Questi due ultimi la separano dalla Val Moriana (o valle dell'Arc) attraverso i colli dell'Iseran e della Madeleine.
Tramite il colle del Piccolo San Bernardo è collegata alla Valle d'Aosta, con cui ebbe strettissimi legami religiosi, culturali e politici fino al 1861.

## Storia

Blasone dell'antica provincia.

Nell'antichità, la Tarantasia era abitata dai Ceutroni.
Nel medioevo divenne luogo di grande comunicazione, tra l'Italia ed il nord Europa. In particolare congiungeva Milano con Vienne, in Francia. Sulla valle avevano grande potere gli Arcivescovi di Tarantasia, della cui elezione si interessavano molto spesso anche i conti di Savoia. Erano infatti investiti del titolo di vescovo-conte, per cui molte altre famiglie dell'alta nobiltà piemontese ambivano al titolo come gli Challant della Valle d'Aosta o i Bertrandi della Val di Susa.
In seguito divenne una provincia importante di Casa Savoia e quindi un circondario della provincia di Chambéry. Nel 1600 subì l'occupazione dell'esercito francese nel corso dell guerra franco-savoiarda. Nel 1801, a seguito della seconda campagna d'Italia di Napoleone Bonaparte, la Tarantasia venne annessa alla Repubblica Francese, ma fu restituita al Regno di Sardegna nel 1815 dal congresso di Vienna.
Nel 1860, con il Trattato di Torino, a compimento degli Accordi di Plombières, la Tarantasia passò definitivamente alla Francia.

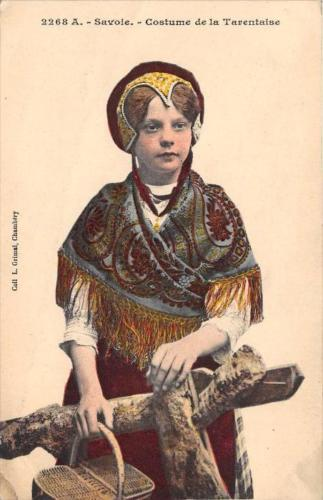
Costume tradizionale della valle della Tarantasia
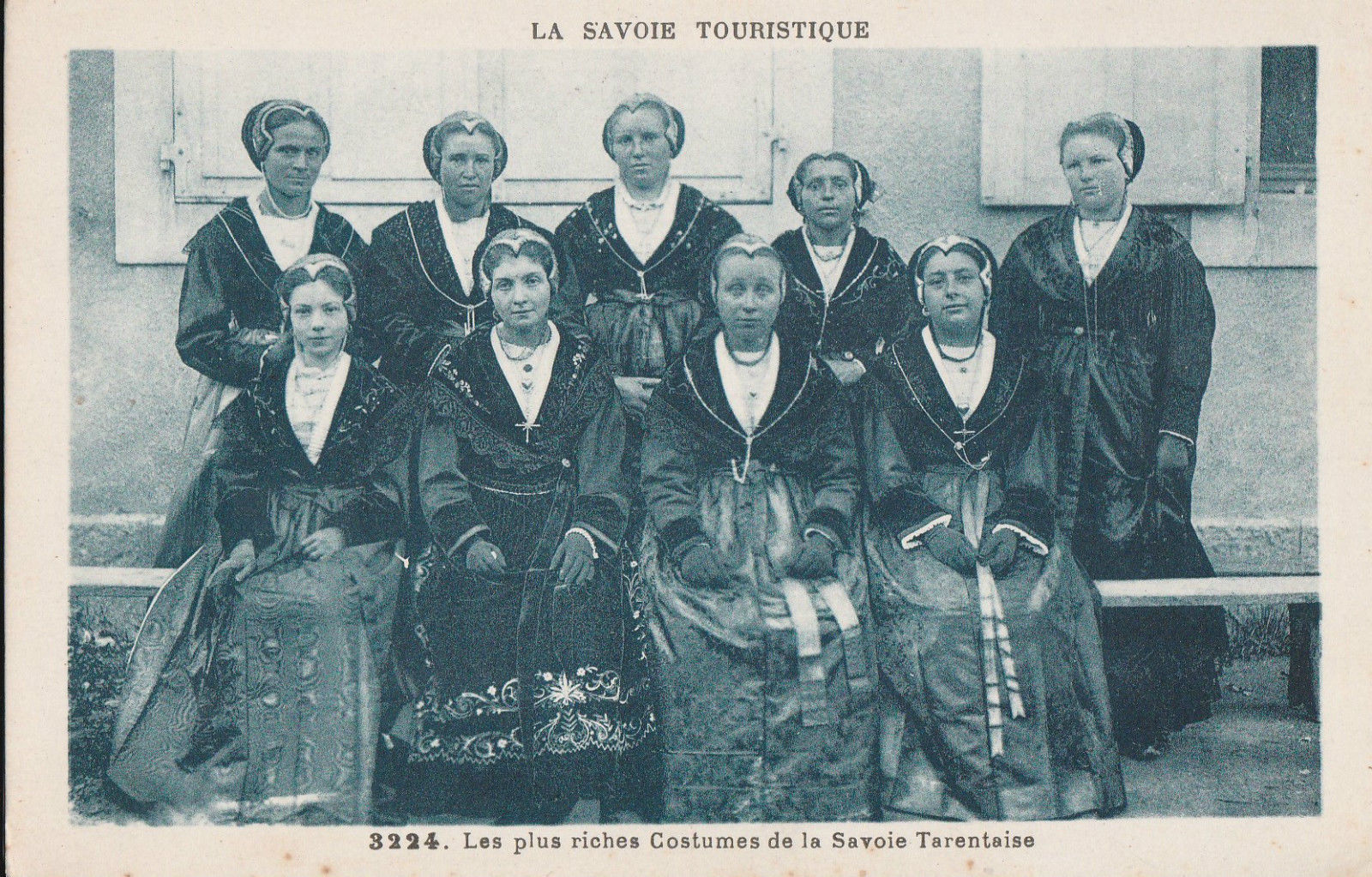
Costume tradizionale della valle della Tarantasia (1920)
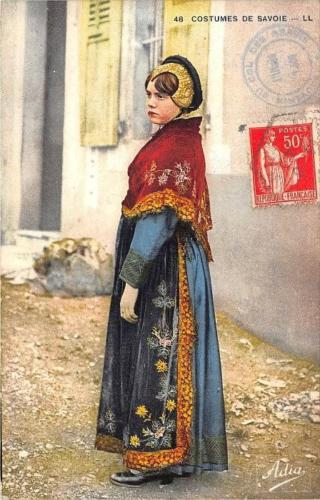
Costume tradizionale della Tarantasia (1930)

## Economia
La Tarantasia concentra sul suo territorio un'importante densità di stazioni sciistiche. Tra queste ricordiamo:
- Courchevel, Méribel e Val Thorens, che formano il comprensorio sciistico denominato Les Trois Vallées
- La Plagne, Les Arcs, che formano il comprensorio Paradis ski
- Tignes e Val d'Isère, che formano il comprensorio Espace Killy.

Nella sua economia rientrano anche l'agricoltura (basti pensare alla mucca tarine, o di razza Tarentaise), l'industria pesante, l'energia idroelettrica e tre stazioni termali.

## Amministrazione
Il suo capoluogo è Moûtiers, il cui nome latino era Darentasia (da cui il nome della regione), sede di una diocesi dal V secolo.
Amministrativamente la Tarantasia corrisponde per lo più all'arrondissement di Albertville. In precedenza essa formava l'arrondissement di Moûtiers, soppresso il 10 settembre 1926.

## Cultura
Le aree della Moriana e Tarantasia (collegate attraverso il colle dell'Iseran) sono classificate come Pays d'art et d'histoire (area d'arte e storia).